# SPL II: A Time for Consequences
SPL II: A Time for Consequences (també coneguda com Sha Po Lang 2 o Kill Zone 2 internacionalment) és una [[[cinema d'acció de Hong Kong|pel·lícula d'acció]] de detectius de Hong Kong-Xina del 2015 dirigida per Cheang Pou-soi. La pel·lícula va ser produïda per Wilson Yip, Paco Wong i Alex Dong. La pel·lícula és protagonitzada per Tony Jaa, Wu Jing, Simon Yam, Zhang Jin, amb una aparició especial de Louis Koo. La pel·lícula es va estrenar el 18 de juny de 2015 tant en format 3D com en format no 3D.
Segons Twitchfilm, SPL II és una seqüela "només de nom" de la pel·lícula de 2005 SPL: Sha Po Lang, dirigida per Wilson Yip i protagonitzada per Donnie Yen, Sammo Hung i Simon Yam. SPL II va presentar una història completament nova, només Wu Jing i Simon Yam de la primera pel·lícula que tornen com a nous personatges, i presenta nous membres del repartiment Louis Koo, Tony Jaa i Zhang Jin. Donnie Yen i Sammo Hung no van participar en la segona pel·lícula.
La pel·lícula va ser seguida més tard per una seqüela temàtica titulada Paradox, que es va estrenar el 2017 i va ser dirigida per Yip amb Koo i Jaa tornant com a nous personatges.

## Argument
Kit és un policia encobert de Hong Kong que es converteix en drogoaddicte per infiltrar-se en un sindicat del crim que segresta persones i les envia a Tailàndia, on les víctimes són assassinades i els seus òrgans es venen a la mercat negre. El cervell darrere del sindicat Mr Hung, té una malaltia cardíaca rara i necessita sotmetre's a un trasplantament de cor per allargar la seva vida. El germà petit de Hung és el donant ideal per a un cor. Quan Hung envia els seus homes a segrestar el seu germà, la situació es trenca i esclata un tiroteig perquè Kit ha informat la policia del pla dels segrestadors. El germà de Hung és ferit durant el tiroteig, però és rescatat per la policia. D'altra banda, en Kit s'escapa amb els segrestadors però la seva cobertura desapareix. Els homes de Hung maten l'amic de Kit, deixen inconscient al mateix Kit i l'envien a una presó de Tailàndia.
Un vigilant corrupte Ko Chun treballa per a Hung i ha mantingut les víctimes segrestades amb vida a la presó abans de ser assassinades pels seus òrgans. Kit està fet per complir una cadena perpètua a la presó. Mentre està a la presó, Kit intenta escapar dues vegades i lluita amb el guàrdia de la presó Chatchai. però acaba sent sotmès cada cop. La filla de Chatchai, Sa, té leucèmia i necessita sotmetre's a un trasplantament de medul·la òssia per sobreviure. Chatchai és testimoni de les activitats il·legals i la brutalitat de Ko Chun, però s'obliga a romandre en silenci perquè no vol perdre la feina. El donant que va acceptar donar medul·la òssia a Sa és Kit. De tornada a Hong Kong, Hung es revela a l'oncle i supervisor de Kit anomenat Wah, que està vigilant de prop el germà d'Hung a l'hospital. Hung amenaça en Wah de lliurar-li el seu germà a canvi de Kit.
Tot i que inicialment va estar d'acord, Wah canvia d'opinió i amaga el germà d'Hung a la casa del seu amic, on assigna als seus subordinats darrere per protegir el germà d'Hung i es disposa a localitzar la ubicació de Kit a Tailàndia. Un Hung enfurismat envia llavors la seva mà dreta Ah-Zai, un perillós assassí amb un ganivet per seguir els subordinats de Wah i prendre com a ostatge el germà d'Hung. Ah-Zai assassina fàcilment tots els policies i li fa una foto al germà d'Hung. A Tailàndia, Wah agafa el col·lega de Chatchai, Kwong, i entra a la presó per trobar en Kit. Poc després que Kit i Wah es reuneixin, són descoberts per Ko Chun, que els captura i ordena a Chatchai i Kwong que els escoltin a l'amagatall on maten les víctimes i se'ls retiren els òrgans. A l'amagatall, Kit i Wah s'alliberen de la captivitat i lluiten per sortir. D'altra banda, Chatchai i Kwong canvien d'opinió i es tornen enrere per ajudar en Kit i en Wah. Kit, Wah i Kwong aconsegueixen escapar tot i haver patit ferides molt greus durant la baralla. Chatchai és capturat pels homes de Ko Chun, que el lliga i el tortura.
Mentrestant, el germà d'Hung és portat a un centre mèdic a Tailàndia per a l'operació cardíaca, però Kit irromp al centre mèdic i pren com a ostatge a Hung, on exigeix que Ko Chun li porti Chatchai a canvi d'Hung. Esclata una baralla quan Ko Chun i els seus homes apareixen amb Chatchai. Kit i Chatchai s'uneixen i derroten tots els homes de Ko Chun. Al mateix temps, Hung s'allibera de les seves restriccions i ataca el seu germà, però el seu estat mèdic es deteriora i com a conseqüència es queda cec. Hung mor mentre li diu al seu germà que no tingui por. Kit i Chatchai aparentment no són rivals per a Ko Chun després d'haver-lo implicat en una llarga lluita. En un moment donat, Chatchai és noquejat després de ser apunyalat per Ko Chun, que després procedeix a colpejar Kit contra la finestra fins que el vidre es trenca.
Mentre es troba en el seu estat inconscient, Chatchai té una visió de Sa en perill i immediatament s'aixeca i llança Ko Chun per la finestra. Quan s'adona que Kit també ha caigut per la finestra, Chatchai llança una cadena perquè en Kit s'aguanti, però Ko Chun agafa la cadena. Aleshores, en Kit agafa la corbata de Ko Chun i finalment l'estranya fins a la mort mentre penja de la corbata. En Chatchai estira la mà i torna en Kit a un lloc segur. La pel·lícula acaba amb Sa que ara creix narrant que va rebre el trasplantament i recorda que Chatchai l'abraçava mentre en Kit mirava des de lluny.

## Repartiment
- Tony Jaa com a Chatchai Tak (阿猜德) "Tak" (德), un guàrdia de la presó tailandès.
- Wu Jing com Chan Chi-kit (陳志杰) "Kit" (杰), un policia encobert de Hong Kong.
- Simon Yam com a Chan Kwok-wah (陳國華) "Wah" (華), oncle i supervisor de Kit.
- Zhang Jin com a Ko Chun (高晉), un vigilant corrupte de la presó tailandesa que treballa per al Sr Hung.
- Louis Koo (aparició especial) com Hung Man-kong (洪文剛) o el senyor Hung (洪爺), el cap del sindicat del crim.
- Andrew Ng com a Oncle On, assistent del Sr. Hung
- Ken Lo com a Wong Kwong (黃光) o Kwong (光), el col·lega de Chatchai.
- Jun Kung com a Hung Man-biu (洪文彪), el germà petit del senyor Hung.
- Dominic Lam com a Cheung Chun-tung (張振東), el superior de Wah a la policia.
- Babyjohn Choi com a Kwok Chun-yat (郭俊一), el subordinat de Wah.
- Wilson Tsui com a Dai-hau (大口), subordinat de Wah.
- Unda Kunteera Yhordchanng com a Sa (莎), la filla de Chatchai.
- Candy Yuen com a Fong Wing-kum (方詠琴), l'esposa d'Hung Mun-biu.
- Philip Keung com a Fan Ging-hung (范勁雄), el cap d'una xarxa de contraban.
- Eddie Pang com a secuaz de Hung
- Zhang Chi com a Ah-zai (亞囝), l'esbirro de Hung amb ganivet.

## Producció
Amb un pressupost de 23 milions de dòlars EUA, el rodatge va començar l'1 de maig de 2014 i va concloure el 6 de setembre de 2014.

## Estrena
El primer tràiler es va publicar el 23 de març de 2015. La pel·lícula es va estrenar a Hong Kong i la Xina el 18 de juny de 2015.

## Recepció

### Taquilla
La pel·lícula va recaptar uns 43,36 milions de dòlars en el seu cap de setmana d'estrena de quatre dies, debutant al segon lloc de la taquilla xinesa darrere de Jurassic World i el tercer lloc mundial darrere de Jurassic World i  'Del revés.

### Recepció crítica
A Agregador de ressenyes Rotten Tomatoes el lloc web dóna a la pel·lícula una puntuació del 100% basada en 23 ressenyes, amb una puntuació mitjana de 7,17/10. Metacritic, que utilitza una mitjana ponderada dóna a la pel·lícula una puntuació de 73/100 basada en 9 ressenyes, indicant "crítiques generalment favorables".
A The Hollywood Reporter, Elizabeth Kerr va qualificar la pel·lícula de "una pel·lícula d'acció entretinguda i ajustada". Joe Leydon de Variety ho va anomenar "un melodrama d'arts marcials negres que entrellaça perfectament esclats d'emoció operístics amb cops de cosses al cul". Derek Elley de Film Business Asia va donar a la pel·lícula una puntuació de 6/10 i la va anomenar "un gran embolic sagnant, amb un guió caòtic".

## Seqüela
La tercera pel·lícula de la sèrie SPL, Paradox, es va estrenar a la Xina i Hong Kong el 17 d'agost de 2017 i el 25 d'agost de 2017, respectivament. La pel·lícula presentava Wilson Yip tornant a la cadira del director mentre Cheang Pou-soi feia de productor i la protagonitzaven Louis Koo, Tony Jaa i Ken Lo que tornaven en diferents papers al costat de nous membres del repartiment Gordon Lam, Wu Yue i Chris Collins. Sammo Hung, que va aparèixer a SPL: Sha Po Lang, va ser el director d'acció de Paradox.

## Premis
Al XLVIII Festival Internacional de Cinema Fantàstic de Catalunya va rebre el Premi Òrbita Fantàstic a la millor pel·lícula.